# Рамон Варгас
Рамон Варгас (ісп. Ramón Vargas; нар. 11 вересня 1960, Мехіко) — мексиканський співак (тенор).

## Біографія
Народився в Мехіко, в родині був сьомим з дев'яти дітей. Від дев'яти років співав у хорі хлопчиків Базиліки Богоматері Ґвадалупе в Мехіко.
Здобув педагогічну освіту, однак потім усе ж присвятив себе музиці й 1982 року виграв Національний конкурс вокалістів імені Карло Мореллі. Того ж року дебютував в опері Йозефа Гайдна «Аптекар». 1983 року мексиканський диригент Едуардо Мата дає Рамону Вергасу першу значну роль в опері Верді «Фальстаф» (Фентон), а 1984 року Рамон Вергас виконує Дона Оттавіо в «Дон Жуані» Моцарта. 1986 року переміг у конкурсі тенорів імені Енріко Карузо в Мілані, після чого Варгас почав виступати на сцені Віденської державної опери. В Австрії закінчує навчання у вокальній школі Віденського державного оперного  театру під керівництвом Лео Мюллера. У 1988—1990 рр. соліст Люцернської опери. 1992 року вперше вийшол на сцену Метрополітен-опера, замінивши Лучано Паваротті. З-поміж дальших значних подій у біографії Варгаса — виступ у «Реквіємі» Джузеппе Верді в Мілані в соті роковини від дня смерті композитора, 27 січня 2001 року.
На рахунку Рамона Вергаса більше ніж п'ятдесят провідних ролей, здебільшого з белькантового та романтичного репертуару. У дискографії Варгаса — участь у повних записах опер Россині «Севільський цирульник», Доніцетті «Фаворитка», Белліні «Капулетті та Монтеккі», Верді «Фальстаф», Массне «Вертер» та ін.
Рамон Вергас удостоєний багатьох нагород у царині оперного мистецтва, а австрійський журнал «Festschpille» віддає йому перше місце серед найкращих тенорів світу.